# Huma, Razgrad
Huma (în bulgară Хума) este un sat în comuna Samuil, regiunea Razgrad,  Bulgaria. 

## Demografie
Componența etnică a satului Huma
     Turci (99,17%)
     Nicio identificare (0,82%)
     Altele (0%)
La recensământul din 2011, populația satului Huma era de 241 locuitori. Din punct de vedere etnic, majoritatea locuitorilor (99,17%) erau turci. Pentru 0,82% din locuitori nu este cunoscută apartenența etnică.